# 十月镇 (科米共和国)
十月镇（羅馬化：Oktyabrʹskiy）是俄罗斯科米共和国的市级镇，属沃尔库塔市。
该地2021年有人口0人；2010年人口0；2002年人口660；1989年人口3,729。